# Joseph F. Westheimer
Joseph „Joe“ Freyer Westheimer (* 18. Mai 1916 in Los Angeles, Kalifornien; † 6. November 1998, Los Alamitos, Kalifornien) war ein US-amerikanischer Kameramann und Visual-Effects-Künstler, der zweimal mit einem Oscar ausgezeichnet wurde.

## Leben und Karriere
Nach seiner Ausbildung zum Elektroingenieur begann er noch vor dem Zweiten Weltkrieg, in der Spezialeffektabteilung von Warner Bros. zu arbeiten. Nach dem Krieg war er bei den Firmen Eagle-Lion, dann bei Consolidated Film Industries beschäftigt. Im Jahr 1955 gründete er sein eigenes Unternehmen, die Westheimer Company, welches er für mehr als 30 Jahre leitete. Westheimer war Mitglied der American Society of Cinematographers (ASC).
Mit seiner Frau Katherine war er bis zu seinem Tod über 50 Jahre verheiratet und lebte zuletzt in Beverly Hills, Kalifornien. Er starb am 6. November 1998 im Alter von 82 Jahren an den Folgen einer Alzheimererkrankung.
Über Joseph F. Westheimer ist darüber hinaus so gut wie nichts bekannt.

## Nominierungen und Auszeichnungen
Für seine fotografischen Spezialeffekte bei der Mitarbeit zur Fernsehserie Raumschiff Enterprise wurde Westheimer zusammen mit Darrell A. Anderson und Linwood G. Dunn 1967 für einen Emmy Award nominiert. Bei der Oscarverleihung 1976 erhielt er einem Technical Achievement Award für die Entwicklung eines Geräts, um schattierte Titel auf Filmen zu erhalten („For the development of a device to obtain shadowed titles on motion-picture films.“), 1992 wurde er zusammen mit Richard J. Stumpf mit der Medal of Commendation ausgezeichnet.